# Ligne 66 du tramway de Bruxelles
Pour les articles homonymes, voir Ligne 66.
La ligne 66 est une ancienne ligne du tramway de Bruxelles qui reliait Bruxelles à Evere jusqu'en 1958.

## Histoire
La ligne est supprimée le 20 janvier 1958 et remplacée par une ligne d'autobus sous le même indice[réf. nécessaire],.